# Ambystomatidae
Famille
Synonymes
- Dicamptodontinae Tihen, 1958
- Dicamptodontidae Tihen, 1958

Les Ambystomatidae sont une famille d'urodèles. Elle a été créée par John Edward Gray (1800-1875) en 1850.

## Répartition
Les espèces de cette famille se rencontrent en Amérique du Nord.

## Liste des genres
Selon Amphibian Species of the World (17 février 2014) :
- Ambystoma Tschudi, 1838
- Dicamptodon Strauch, 1870

## Publication originale
- Gray, 1850 : Catalogue of the Specimens of Amphibia in the Collection of the British Museum. Part II. Batrachia Gradientia p. 1-72 (texte intégral)